# Liga Inferior
La Liga Inferior (Niedere Vereinigung, Inferiores confederati) fue la unión de las ciudades imperiales de Estrasburgo, Basilea, Colmar y Sélestat formada en 1473, a la que se sumaron los obispados de Basilea y Estrasburgo, Segismundo de Austria y la Antigua Confederación Suiza al año siguiente.
Era llamada así para distinguirla de la Liga Superior o Confederación Suiza. Era un pacto contra el Ducado de Borgoña y lo encabezaban Estrasburgo, Basilea, Berna y Lucerna desde abril de 1474. Esta colaboración permitió la derrota y muerte del duque Carlos el Temerario y el fin de la Guerra de Borgoña tras la batalla de Nancy en 1477.
Debido a esta alianza, Basilea entró en la Confederación Suiza en 1501, mientras que las otras ciudades imperiales no volvieron a colaborar con los suizos.

## Fuente
- Sieber-Lehmann, Claudius. Bassa Unione. Dizionario storico della Svizzera. En italiano. Publicado el 25 de abril de 2012. Consultado el 3 de abril de 2017.

- Datos: Q329172